# بیل بارکر (بازیکن فوتبال)
بیل بارکر (انگلیسی: Bill Barker؛ 31 May 1924 – 2002 (aged 78)) بازیکن فوتبال اهل بریتانیا بود.
از باشگاه‌هایی که در آن بازی کرده‌است می‌توان به باشگاه فوتبال استوک سیتی اشاره کرد.